# 문성길
문성길(文成吉, 1963년 7월 20일~)은 대한민국의 권투 선수이다. 1986년 11월 미국 리노에서 열린 제4회 세계복싱선수권대회 밴텀급에서 대한민국 선수로는 처음으로 금메달을 땄다. 별명은 `돌주먹'이었다. 아마추어 권투 국가대표 선발전 당시 허영모와 라이벌 관계로 유명했다. 은퇴 후 공군사관학교 지도자를 역임했다. 서울시 강동구 성내동에 그의 이름을 딴 `문성길 복싱클럽'(관장 조영섭)을 운영중이며, 1998년부터 철판볶음밥 체인점을 운영하고 있다. 2007년 세계 복싱 명예의 전당(WBHF) 후보에 한국 출신 복서로는 처음으로 장정구와 함께 올랐지만, 장정구는 18표, 문성길은 2표를 획득하는 데 그쳐 탈락했다.

## 생애
전라남도 영암군에서 5남매 중 둘째로 태어났다. 육상 특기생으로 뒤늦게 들어간 목포 덕인고에서 복싱을 만났다. 입문 만 3년 만인 1982년에 태극마크를 달았다. '병역 특례보충역 자격 획득(1982년 11월 아시안게임)후 5년간 해당분야에서 복무해야 한다'는 의무기한을 지키지 못하고 8개월 전 프로로 전향했다는 이유로 현역으로 입대했다. 군제대 후 WBC플라이급과 WBA밴텀급 2체급 세계챔피언을 지냈으며, 1남 1녀를 두었다.

## 트리비아
문성길은 태릉선수촌에 입촌해 훈련하는 국가대표 선수들이 매주 금요일 오후 3시면 불암산 헬기장까지 편도 4.5km를 달리는 이른바 `불암산 달리기'에서 역대 최고인 21분대 기록을 세웠다.
희대의 라이벌이었던 허영모와의 경기는 전 국민의 시선을 사로잡았다.

## 경력
- 1982년 복싱 국가대표.
- 1982년 킹스컵 대회 은메달.
- 1982년 11월 뉴델리 아시안게임 금메달.
- 1984년 LA올림픽 8강 탈락.
- 1985년 월드컵대회 금메달.
- 1986년 서울 아시안게임 금메달.
- 1986년 11월 미국 리노 제4회 세계선수권대회 금메달.
- 1986년 체육훈장 백마장.
- 1987년 프로 전향.
- 1988년 세계복싱협회(WBA) 밴텀급 세계챔피언(2차 방어).
- 1990년 ~ 1993년 세계복싱평의회(WBC) 슈퍼플라이급 세계챔피언(9차 방어).
- 1993년 WBC 슈퍼플라이급 10차 방어전에서 호세 루이스 부에노에 판정패.
- 1993년 12월 권투선수 은퇴.
- 2000년 문성길 복싱클럽 대표.